# Mir 2

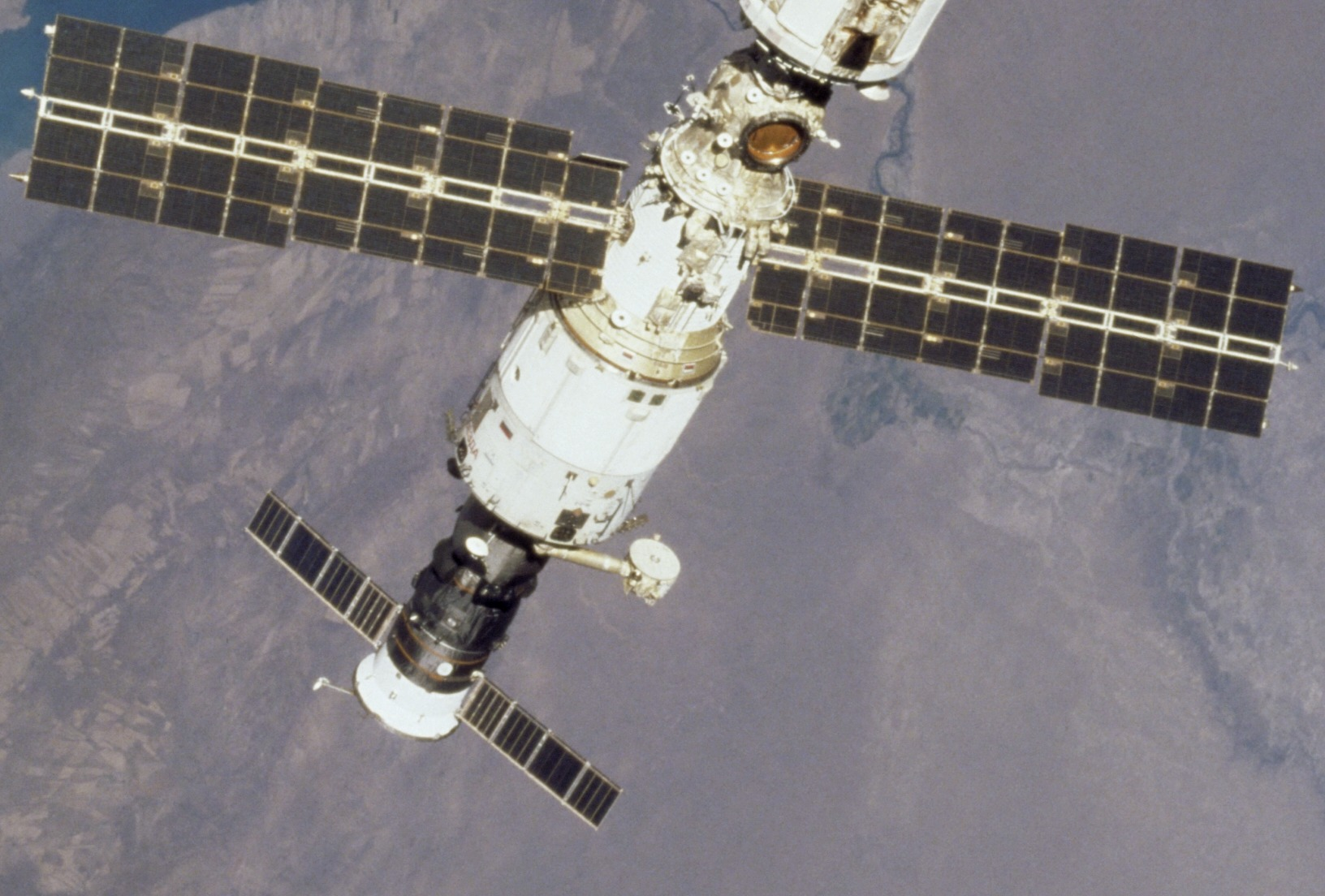
Basismodule station "Mir-2" met het schip gedokt om het "Прогресс М1-3"

De Mir-2 (Russisch: Мир-2) was de beoogd opvolger van het Russische ruimtestation Mir. Nog voor er sprake was van het Internationale Ruimtestation ISS, had Rusland al plannen klaarliggen om een tweede ruimtestation te bouwen om het verouderde Mir te vervangen. In de jaren 80 lag er al een plan klaar om een internationaal ruimtestation te bouwen met de naam Freedom, maar hier kwam weinig van terecht. Door een nieuw concept op te bouwen rond een gemeenschappelijk ruimtestation werden de plannen voor Mir-2 opgeborgen. Een deel van de basisconstructie (Zvezda) van het ISS komt uit de voormalige plannen van Mir-2.